# ابتکار اقتصاد دگرگونی سرزمین

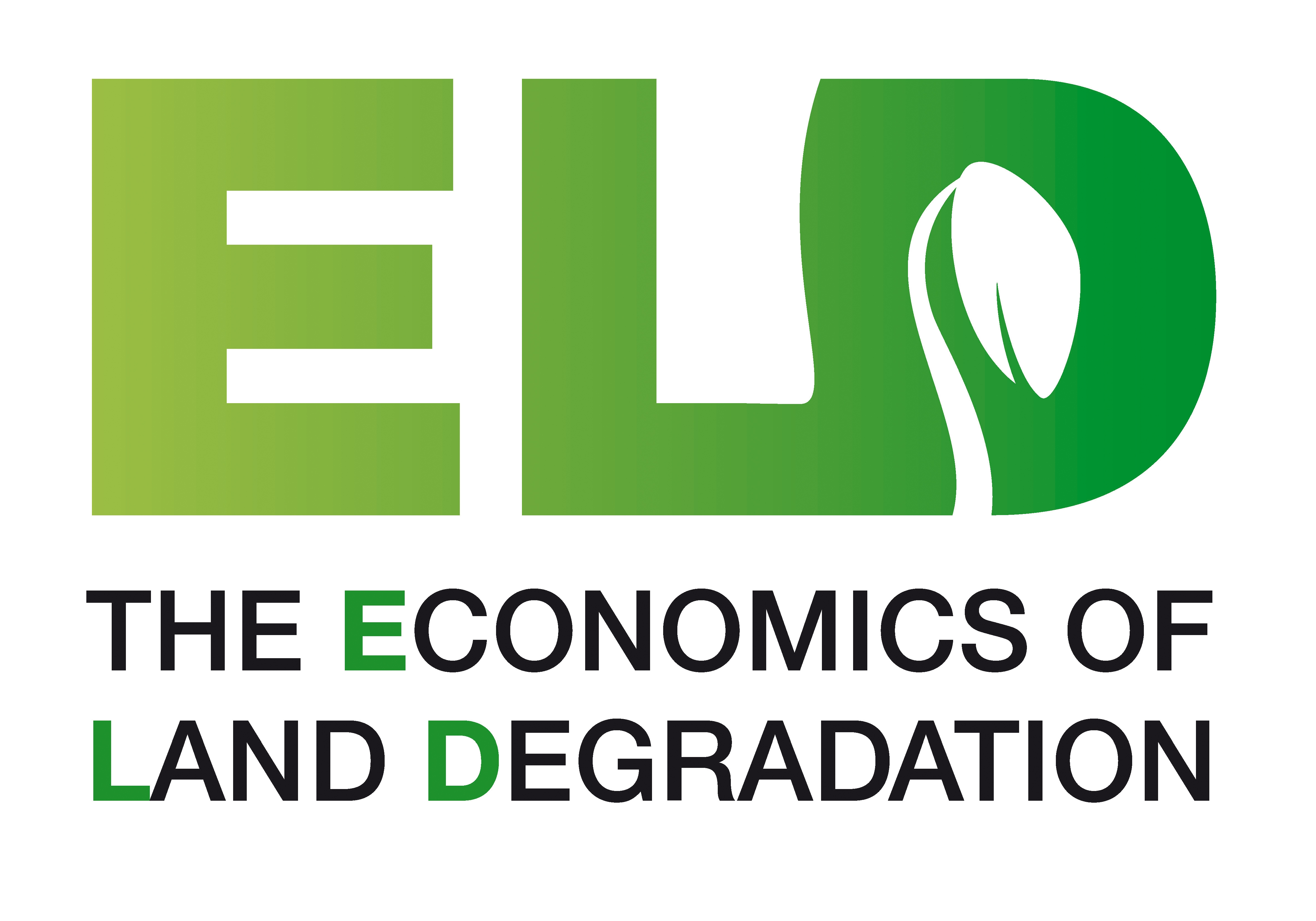

ابتکار (ابتکار عمل) اقتصاد دگرگونی سرزمین (به انگلیسی: Economics of Land Degradation Initiative) یک ابتکار عمل جهانی است که هدف آن افزایش آگاهی از مزایای مدیریت پایدار سرزمین و پیامدهای اقتصادی دگرگونی سرزمین است.
ابتکار اقتصاد دگرگونی سرزمین، در سال ۲۰۱۱ توسط دبیرخانه کنوانسیون سازمان ملل متحد برای مبارزه با بیابان‌زایی (UNCCD)، وزارت همکاری اقتصادی و توسعه فدرال آلمان (BMZ)، کمیسیون اروپا (EC) و توسط Deutsche Gesellschaft بنیان‌گذاری شد. دبیرخانه نهاد «اقتصاد دگرگونی سرزمین» در بن، آلمان مستقر است.